# 实践十一号
实践十一号卫星是由中国航天科技集团公司下属的中国空间技术研究院东方红卫星有限公司研制的卫星，通过“长征二号丙”运载火箭发射，共8颗卫星，至今已全部发射完毕，其中1颗发射失败。实践十一号星主要用于科学研究和技术试验。

## 发射纪录
01星由东方红卫星公司研制，在2009年11月12日发射。

02星于2011年7月29日发射。

03星于2011年7月6日发射。

05星于2013年7月15日发射。

06星于2014年3月31日发射。

07星于2014年9月28日发射。

08星于2014年10月27日发射。

## 事故
2011年8月18日，北京时间17时28分，中国在酒泉卫星发射中心发射“实践十一号04星”，但由于“长征二号丙”火箭在飞行过程中发生故障，二级姿态失稳，卫星未能进入预定轨道。
04星是用作科学实验的科学卫星。负责运载的长征二号丙火箭是在“长征二号”火箭基础上改进设计研制而成。